# Skoliopteris
Skoliopteris là một chi thực vật có hoa trong họ Malpighiaceae.

## Loài
Chi Skoliopteris gồm các loài: